# Samuel Bealey Harrison
Pour les articles homonymes, voir Harrison.
Samuel Bealey Harrison, né le 4 mars 1802 à Manchester et mort le 23 juillet 1867 à Toronto, est un homme politique britannique. Il est premier ministre du Canada-Uni pour le Canada-Est de 1841 à 1842, jumelé avec William Henry Draper au Canada-Ouest. Draper est membre du Family Compact tandis que Harrison est un réformiste modéré.

## Biographie
Né à Manchester (Angleterre), fils de John et Mary Harrison, Harrison est à la fois avocat, fermier, politicien et juge. Il est appelé à la barre en 1832 et débute la profession à Londres. Conséquence de sa santé précaire, il se retire près d'Oakville dans le Haut-Canada en 1837 dans le but de devenir fermier. Il bâtit un moulin à grain ainsi qu'une scierie sur ses terres. En 1839, il est appelé à la barre dans le Haut-Canada et est nommé juge de paix l'année suivante.